# Myxosporium pubescens
Myxosporium pubescens är en svampart som först beskrevs av Riess, och fick sitt nu gällande namn av Pier Andrea Saccardo 1886. Myxosporium pubescens ingår i släktet Myxosporium, divisionen sporsäcksvampar och riket svampar.   Inga underarter finns listade i Catalogue of Life.